# Метулє
Метулє (словен. Metulje) — поселення в общині Блоке, Регіон Нотрансько-крашка, Словенія. Висота над рівнем моря: 730,1 м.